# Вына
Вына — река в России, протекает по Ханты-Мансийскому АО. Устье реки находится в 50 км по правому берегу реки Евра. Длина реки составляет 70 км, площадь водосборного бассейна 739 км².
В 44 км от устья по правому берегу реки впадает река Кекун.

## Данные водного реестра
По данным государственного водного реестра России относится к Иртышскому бассейновому округу, водохозяйственный участок реки — Конда, речной подбассейн реки — Конда. Речной бассейн реки — Иртыш.
Код объекта в государственном водном реестре — 14010600112115300017105.